# Torneo Clausura 2019 (Panamá)
El Torneo Clausura 2019, oficialmente llamado por motivo de patrocinio Liga Cable Onda LPF Clausura 2019, fue la edición número 50° del torneo desde su fundación y la número 20° de la era Liga Panameña de Fútbol siendo la finalización de la temporada 2018-2019.
El campeón del torneo fue del distrito de La Chorrera, ya que la final sería por primera vez el Derbi Chorrerano, resultando ganador fue el Club Atlético Independiente de La Chorrera tras vencer en penales (5:4) al San Francisco FC ambos se clasificaron automáticamente a las competiciones regionales para la próxima temporada, en este caso para la Liga Concacaf 2019. El Club Atlético Independiente de La Chorrera como Campeón y el San Francisco FC cómo líder de la tabla general de temporada 2018-19 y mejor SubCampeón.

## Sistema de competencia
El torneo de la Liga Panameña de Fútbol consta de dos partes:
- Fase de clasificación: se integra de las 18 jornadas de ronda regular del torneo.

- Fase final: se integra de los 6 clubes clasificados.

### Fase de clasificación
Siguiendo un sistema de liga, los 10 equipos se enfrentaran todos contra todos en dos ocasiones —una en campo propio y otra en campo contrario— sumando un total de 18 jornadas. El orden de los encuentros se decidirá por sorteo antes de empezar la competición.
En la fase de clasificación se observará el sistema de puntos. La ubicación en la tabla general está sujeta a lo siguiente:
- Por juego ganado se obtendrán tres puntos.
- Por juego empatado se obtendrá un punto.
- Por juego perdido no se otorgan puntos.

### Fase final
Los seis clubes mejor ubicados en la tabla de posiciones clasifican a la fase eliminatoria. Los dos primeros tienen derecho a jugar semifinales directamente y a cerrar la serie como local, mientras que los otros cuatro juegan un partido de play-offs, en caso de un empate en los encuentros de ida y vuelta de las semifinales, en caso de que la igualdad persista, se procederá a tiempos extras y eventualmente penales. La primera etapa se desarrolla de la siguiente manera (Play off):
Luego en las semifinales se desarrollará de la siguiente manera:
En la final se reubican los clubes de acuerdo a su posición en la tabla, para determinar el conjunto local y visitante en el juego, respectivamente, para este torneo la final será a partido único y se jugará en el Estadio Nacional Rommel Fernández Gutiérrez.
El conjunto vencedor del torneo recibirá un cupo para la Liga Concacaf 2019 o la Liga de Campeones de la Concacaf 2020.

## Arbitraje
A continuación se mencionarán los árbitros que estarán presentes en el campeonato:
| - Abdiel González - Albis González - Ameth Sánchez (2014) - Óliver Vergara - José Kellys (2015) - John Pittí (2012) - Luis Aguilar - Martín Carrasquilla - Ricardo Lay - Gurmencindo Batista - Jorge Negrón - Víctor Ríos - Fernando Morón |

## Trofeo
Desde la temporada 2014-15 que la compañía Cable Onda se convirtió en el patrocinador oficial de la Liga Panameña de Fútbol este ha sido el trofeo del Campeón.
| Trofeo del Campeón |  |
| ------------------ |  |
|                    |  |

## Equipos por provincias
| Provincia    | N.º | Equipos                                                                      |
| ------------ | --- | ---------------------------------------------------------------------------- |
| Panamá       | 5   | Alianza FC Costa del Este FC CD Plaza Amador Sporting San Miguelito Tauro FC |
| Panamá Oeste | 3   | Atlético Independiente San Francisco FC Santa Gema FC                        |
| Coclé        | 1   | CD Universitario                                                             |
| Colón        | 1   | CD Árabe Unido                                                               |
| Total        | 10  |                                                                              |

## Información de los equipos
| Equipo         | Entrenador       | Ciudad                    | Estadio                  | Capacidad | Fundación      | Patrocinador                 | Uniforme |
| -------------- | ---------------- | ------------------------- | ------------------------ | --------- | -------------- | ---------------------------- | -------- |
| Alianza        | Alberto Valencia | Juan Díaz, Panamá         | Cancha Cascarita Tapia   | 900       | 1963 (62 años) | Balboa Cemento Interoceanico | Keuka    |
| Costa del Este | Gustavo Ávila    | Costa del Este, Panamá    | Rommel Fernández         | 32 000    | 2008 (16 años) | Orgánica Recreo              | Puma     |
| Plaza Amador   | Javier Álvarez   | El Chorrillo, Panamá      | Maracaná de Panamá       | 5 500     | 1955 (69 años) | Balboa                       | Umbro    |
| Universitario  | Donaldo González | Penonomé, Coclé           | Virgilio Tejeira Andrión | 900       | 2018 (6 años)  | U Latina                     | Lotto    |
| Independiente  | Francisco Perlo  | La Chorrera, Panamá Oeste | Agustín Muquita Sánchez  | 3 040     | 1982 (42 años) | ECO MODA                     | Everlast |
| Árabe Unido    | José Pérez       | Ciudad de Colón           | Armando Dely Valdés      | 1 221     | 1994 (30 años) | PCCP AguAseo Pizza Hut       | Kelme    |
| San Francisco  | Gonzalo Soto     | La Chorrera, Panamá Oeste | Agustín Muquita Sánchez  | 3 040     | 1971 (53 años) | KFC Banco General            | Puma     |
| Sporting SM    | Jair Palacios    | San Miguelito, Panamá     | Cancha Cascarita Tapia   | 900       | 1989 (36 años) | Andes Mall                   | FB Sport |
| Santa Gema     | Carlos Rivera    | Arraiján, Panamá Oeste    | Agustín Muquita Sánchez  | 3 040     | 1983 (42 años) | PSA Panamá                   | Kelme    |
| Tauro          | Saúl Maldonado   | Ciudad de Panamá          | Rommel Fernández         | 32 000    | 1984 (40 años) | Caja de Ahorros              | Patrick  |

### Cambios de entrenadores
| Equipo         | Entrenador (jornadas)                                                                                 |
| -------------- | --- |
| Costa del Este | Carlos Pérez Porras (1-4) Juan Carlos Fuentes (5-12) Francisco Portillo (13-15) Gustavo Ávila (16-18) |
| Santa Gema     | José Anthony Torres (1-9) Carlos Rivera (10-13)                                                       |
| Universitario  | Gustavo Onaindia (1-9) Donaldo González (10-18)                                                       |

(*) Entrenador interino.

## Estadios
| |                                                                               |                                                                                           |
| |                                                                               |                                                                                           |
| Estadio Rommel Fernández Gutiérrez Ciudad: Ciudad de Panamá, Panamá Capacidad: 32.000 Clubes: Costa del Este y Tauro                     | Estadio Maracaná Ciudad: Ciudad de Panamá Capacidad: 5.500 Club: Plaza Amador | Estadio Virgilio Tejeira Ciudad: Penonomé, Coclé Capacidad: 900 Club: Universitario       |
| |                                                                               |                                                                                           |
| Estadio Agustín "Muquita" Sánchez Ciudad: La Chorrera, Panamá Oeste Capacidad: 3.500 Clubes: CAI La Chorrera, San Francisco y Santa Gema | Estadio Armando Dely Valdés Ciudad: Colón Capacidad: 1.121 Club: Árabe Unido  | Estadio Cascarita Tapia Ciudad: Ciudad de Panamá Capacidad: 900 Clubes: Alianza, Sporting |

## Calendario

#### Primera vuelta
| C.D. Árabe Unido   | 1 - 0 | Tauro F.C.          | Armando Dely Valdés     | 1 de febrero        | 20:00               |                     |
| San Francisco F.C. | 0 - 1 | C.A. Independiente  | Agustín Muquita Sánchez | 1 de febrero        | 21:00               | MEDCOM GO           |
| Alianza F.C.       | 0 - 3 | C.D. Universitario  | Cancha Cascarita Tapia  | 2 de febrero        | 18:00               |                     |
| Sporting SM        | 5 - 2 | Costa del Este F.C. | Cancha Cascarita Tapia  | 3 de febrero        | 18:00               |                     |
| C.D. Plaza Amador  | 3 - 0 | Santa Gema F.C.     | Victoria adjudicada     | Victoria adjudicada | Victoria adjudicada | Victoria adjudicada |
| Total de goles:12  |       |                     |                         |                     |                     |                     |

| Santa Gema F.C.     | 2 - 3 | C.D. Árabe Unido   | Agustín Muquita Sánchez    | 8 de febrero  | 20:00 |        |
| Tauro F.C.          | 0 - 1 | Alianza F.C.       | Rommel Fernández Gutiérrez | 9 de febrero  | 19:00 |        |
| Costa del Este F.C. | 0 - 2 | C.D. Universitario | Rommel Fernández Gutiérrez | 10 de febrero | 18:00 |        |
| Sporting SM         | 2 - 1 | San Francisco F.C. | Cancha Cascarita Tapia     | 10 de febrero | 18:00 | -9.com |
| C.A. Independiente  | 2 - 1 | C.D. Plaza Amador  | Agustín Muquita Sánchez    | 10 de febrero | 18:00 |        |
| Total de goles:14   |       |                    |                            |               |       |        |

| Tauro F.C.         | 4 - 0 | C.D. Universitario  | Rommel Fernández Gutiérrez | 13 de febrero | 20:00 |  |
| Alianza F.C.       | 3 - 1 | Santa Gema F.C.     | Cancha Cascarita Tapia     | 13 de febrero | 20:00 |  |
| C.D. Árabe Unido   | 3 - 3 | C.A. Independiente  | Armando Dely Valdés        | 13 de febrero | 20:00 |  |
| C.D. Plaza Amador  | 0 - 1 | Sporting SM         | Maracaná                   | 13 de febrero | 20:00 |  |
| San Francisco F.C. | 3 - 0 | Costa del Este F.C. | Agustín Muquita Sánchez    | 13 de febrero | 20:00 |  |
| Total de goles:18  |       |                     |                            |               |       |  |

| Costa del Este F.C. | 0 - 0 | C.D. Plaza Amador  | Rommel Fernández Gutiérrez | 16 de febrero | 18:00 |           |
| Sporting SM         | 0 - 0 | C.D. Árabe Unido   | Cancha Cascarita Tapia     | 16 de febrero | 18:00 |           |
| C.A. Independiente  | 2 - 0 | Alianza F.C.       | Agustín Muquita Sánchez    | 16 de febrero | 18:00 |           |
| C.D. Universitario  | 1 - 2 | San Francisco F.C. | Maracaná                   | 16 de febrero | 18:00 | MEDCOM-GO |
| Santa Gema F.C.     | 1 - 2 | Tauro F.C.         | Agustín Muquita Sánchez    | 17 de febrero | 18:00 |           |
| Total de goles:8    |       |                    |                            |               |       |           |

| C.D. Árabe Unido  | 2 - 0 | Costa del Este F.C. | Armando Dely Valdés     | 22 de febrero | 20:00 |           |
| Alianza F.C.      | 0 - 1 | Sporting SM         | Cancha Cascarita Tapia  | 23 de febrero | 18:00 | MEDCOM-GO |
| C.D. Plaza Amador | 0 - 1 | San Francisco F.C.  | Maracaná                | 23 de febrero | 18:00 |           |
| Tauro F.C.        | 2 - 1 | C.A. Independiente  | Javier Cruz             | 23 de febrero | 19:00 |           |
| Santa Gema F.C.   | 2 - 3 | C.D. Universitario  | Agustín Muquita Sánchez | 24 de febrero | 18:00 |           |
| Total de goles:12 |       |                     |                         |               |       |           |

| San Francisco F.C.  | 1 - 1 | C.D. Árabe Unido  | Agustín Muquita Sánchez | 26 de febrero | 20:00 | MEDCOM-GO |
| Costa del Este F.C. | 3 - 0 | Alianza F.C.      | Maracaná                | 26 de febrero | 20:00 |           |
| Sporting SM         | 1 - 1 | Tauro F.C.        | Cancha Cascarita Tapia  | 27 de febrero | 20:00 |           |
| C.D. Universitario  | 0 - 1 | C.D. Plaza Amador | Maracaná                | 27 de febrero | 20:00 | MEDCOM-GO |
| C.A. Independiente  | 2 - 0 | Santa Gema F.C.   | Agustín Muquita Sánchez | 20 de marzo   | 20:00 |           |
| Total de goles:10   |       |                   |                         |               |       |           |

| C.D. Árabe Unido   | 1 - 1 | C.D. Plaza Amador   | Armando Dely Valdés        | 8 de marzo  | 20:00 |           |
| Alianza F.C.       | 0 - 1 | San Francisco F.C.  | Cancha Cascarita Tapia     | 9 de marzo  | 18:00 |           |
| Tauro F.C.         | 1 - 1 | Costa del Este F.C. | Rommel Fernández Gutiérrez | 9 de marzo  | 19:00 | MEDCOM-GO |
| C.A. Independiente | 0 - 0 | C.D. Universitario  | Agustín Muquita Sánchez    | 9 de marzo  | 19:00 |           |
| Santa Gema F.C.    | 0 - 1 | Sporting SM         | Agustín Muquita Sánchez    | 10 de marzo | 18:00 |           |
| Total de goles:6   |       |                     |                            |             |       |           |

| C.D. Plaza Amador   | 1-1   | Alianza F.C.       | Maracaná                | 12 de marzo         | 20:00               |                     |
| San Francisco F.C.  | 2 - 0 | Tauro F.C.         | Agustín Muquita Sánchez | 13 de marzo         | 20:00               |                     |
| C.D. Universitario  | 1 - 2 | C.D. Árabe Unido   | Maracaná                | 13 de marzo         | 20:00               |                     |
| Sporting SM         | 1 - 0 | C.A. Independiente | Cancha Cascarita Tapia  | 9 de abril          | 20:00               | -9.com              |
| Costa del Este F.C. | 3 - 0 | Santa Gema F.C.    | Victoria adjudicada     | Victoria adjudicada | Victoria adjudicada | Victoria adjudicada |
| Total de goles:11   |       |                    |                         |                     |                     |                     |

| Alianza F.C.       | 0 - 1 | C.D. Árabe Unido    | Cancha Cascarita Tapia     | 16 de marzo | 18:00 |  |
| Santa Gema F.C.    | 1 - 3 | San Francisco F.C.  | Agustín Muquita Sánchez    | 16 de marzo | 19:00 |  |
| Tauro F.C.         | 2 - 1 | C.D. Plaza Amador   | Rommel Fernández Gutiérrez | 16 de marzo | 19:00 |  |
| Sporting SM        | 1 - 0 | C.D. Universitario  | Cancha Cascarita Tapia     | 17 de marzo | 18:00 |  |
| C.A. Independiente | 0 - 0 | Costa del Este F.C. | Agustín Muquita Sánchez    | 18 de marzo | 20:00 |  |
| Total de goles:9   |       |                     |                            |             |       |  |

#### Segunda vuelta
| Tauro F.C.          | 0 - 0 | C.D. Árabe Unido   | Rommel Fernández Gutiérrez | 23 de marzo | 19:00 |  |
| Santa Gema F.C.     | 0 - 1 | C.D. Plaza Amador  | Agustín Muquita Sánchez    | 23 de marzo | 21:00 |  |
| C.D. Universitario  | 3 - 0 | Alianza F.C.       | Virgilio Tejeira Andrión   | 24 de marzo | 15:30 |  |
| C.A. Independiente  | 2 - 2 | San Francisco F.C. | Agustín Muquita Sánchez    | 24 de marzo | 18:00 |  |
| Costa del Este F.C. | 1 - 0 | Sporting SM        | Rommel Fernández Gutiérrez | 24 de marzo | 18:00 |  |
| Total de goles:9    |       |                    |                            |             |       |  |

| C.D. Universitario | 0 - 4 | Costa del Este F.C. | Virgilio Tejeira Andrión | 27 de marzo | 15:30 |  |
| C.D. Árabe Unido   | 3 - 0 | Santa Gema F.C.     | Armando Dely Valdés      | 27 de marzo | 20:00 |  |
| C.D. Plaza Amador  | 1 - 0 | C.A. Independiente  | Maracaná                 | 27 de marzo | 20:00 |  |
| San Francisco F.C. | 2 - 1 | Sporting SM         | Agustín Muquita Sánchez  | 27 de marzo | 20:00 |  |
| Alianza F.C.       | 1 - 0 | Tauro F.C.          | Cancha Cascarita Tapia   | 27 de marzo | 20:00 |  |
| Total de goles:12  |       |                     |                          |             |       |  |

| C.D. Universitario  | 0 - 0 | Tauro F.C.         | Virgilio Tejeira Andrión | 30 de marzo | 15:30 |  |
| Sporting SM         | 0 - 0 | C.D. Plaza Amador  | Cancha Cascarita Tapia   | 30 de marzo | 18:00 |  |
| Santa Gema F.C.     | 0 - 4 | Alianza F.C.       | Agustín Muquita Sánchez  | 30 de marzo | 19:00 |  |
| Costa del Este F.C. | 1 - 1 | San Francisco F.C. | Maracaná                 | 31 de marzo | 18:00 |  |
| C.A. Independiente  | 0 - 2 | C.D. Árabe Unido   | Agustín Muquita Sánchez  | 31 de marzo | 18:00 |  |
| Total de goles:8    |       |                    |                          |             |       |  |

| C.D. Árabe Unido       | 1 - 0 | Sporting SM         | Armando Dely Valdés     | 5 de abril          | 20:00               |                     |
| San Francisco F.C.     | 0 - 0 | C.D. Universitario  | Agustín Muquita Sánchez | 5 de abril          | 21:00               | MEDCOM-GO           |
| C.D. Plaza Amador      | 0 - 0 | Costa del Este F.C. | Maracaná                | 6 de abril          | 18:00               |                     |
| Alianza F.C.           | 0 - 2 | C.A. Independiente  | Cancha Cascarita Tapia  | 6 de abril          | 18:00               |                     |
| Tauro F.C.             | 3 - 0 | Santa Gema F.C.     | Victoria adjudicada     | Victoria adjudicada | Victoria adjudicada | Victoria adjudicada |
| Total de goles:6 goles |       |                     |                         |                     |                     |                     |

| Costa del Este F.C.      | 0 - 1 | C.D. Árabe Unido  | Rommel Fernández Gutiérrez | 12 de abril         | 20:00               |                     |
| San Francisco F.C.       | 2 - 1 | C.D. Plaza Amador | Agustín Muquita Sánchez    | 12 de abril         | 21:00               |                     |
| Sporting SM              | 1 - 1 | Alianza F.C.      | Cancha Cascarita Tapia     | 13 de abril         | 18:00               |                     |
| C.A. Independiente       | 4 - 3 | Tauro F.C.        | Agustín Muquita Sánchez    | 13 de abril         | 18:00               |                     |
| C.D. Universitario       | 3 - 0 | Santa Gema F.C.   | Victoria adjudicada        | Victoria adjudicada | Victoria adjudicada | Victoria adjudicada |
| Total de goles: 13 goles |       |                   |                            |                     |                     |                     |

| C.D. Árabe Unido        | 1 - 4 | San Francisco F.C.  | Armando Dely Valdés    | 17 de abril         | 20:00               |                     |
| Alianza F.C.            | 1 - 0 | Costa del Este F.C. | Cancha Cascarita Tapia | 17 de abril         | 20:00               |                     |
| Tauro F.C.              | 2 - 1 | Sporting SM         | Javier Cruz García     | 17 de abril         | 20:00               |                     |
| C.D. Plaza Amador       | 0 - 0 | C.D. Universitario  | Maracaná               | 17 de abril         | 20:00               |                     |
| Santa Gema F.C.         | 0 - 3 | C.A. Independiente  | Victoria adjudicada    | Victoria adjudicada | Victoria adjudicada | Victoria adjudicada |
| Total de goles: 9 goles |       |                     |                        |                     |                     |                     |

| C.D. Plaza Amador        | 2 - 1 | C.D. Árabe Unido   | Maracaná                 | 26 de abril         | 20:00               |                     |
| San Francisco F.C.       | 2 - 2 | Alianza F.C.       | Agustín Muquita Sánchez  | 26 de abril         | 21:00               |                     |
| C.D. Universitario       | 1 - 4 | C.A. Independiente | Virgilio Tejeira Andrión | 27 de abril         | 15:30               |                     |
| Costa del Este F.C.      | 1 - 0 | Tauro F.C.         | Maracaná                 | 28 de abril         | 18:00               |                     |
| Sporting SM              | 3 - 0 | Santa Gema F.C.    | Victoria adjudicada      | Victoria adjudicada | Victoria adjudicada | Victoria adjudicada |
| Total de goles: 13 goles |       |                    |                          |                     |                     |                     |

| Tauro F.C.              | 1 - 3 | San Francisco F.C.  | Rommel Fernández Gutiérrez | 2 de mayo           | 20:00               |                     |
| Alianza F.C.            | 0 - 3 | C.D. Plaza Amador   | Cancha Cascarita Tapia     | 2 de mayo           | 20:00               |                     |
| C.A. Independiente      | 2 - 1 | Sporting SM         | Agustín Muquita Sánchez    | 2 de mayo           | 20:00               |                     |
| C.D. Árabe Unido        | 1 - 2 | C.D. Universitario  | Armando Dely Valdés        | 2 de mayo           | 20:00               | MEDCOM-GO           |
| Santa Gema F.C.         | 0 - 3 | Costa del Este F.C. | Victoria adjudicada        | Victoria adjudicada | Victoria adjudicada | Victoria adjudicada |
| Total de goles:13 goles |       |                     |                            |                     |                     |                     |

| C.D. Universitario       | 2 - 1 | Sporting SM        | Los Milagros               | 11 de mayo          | 20:00               |                     |
| C.D. Plaza Amador        | 0 - 1 | Tauro F.C.         | Maracaná                   | 11 de mayo          | 20:00               |                     |
| C.D. Árabe Unido         | 4 - 1 | Alianza F.C.       | Armando Dely Valdés        | 11 de mayo          | 20:00               |                     |
| Costa del Este F.C.      | 1 - 2 | C.A. Independiente | Rommel Fernández Gutiérrez | 11 de mayo          | 20:00               |                     |
| San Francisco F.C.       | 3 - 0 | Santa Gema F.C.    | Victoria adjudicada        | Victoria adjudicada | Victoria adjudicada | Victoria adjudicada |
| Total de goles: 12 goles |       |                    |                            |                     |                     |                     |

## Clasificación
|     | Equipos        | PJ | PG | PE | PP | GF | GC | Dif. | Pts. |
| --- | -------------- | -- | -- | -- | -- | -- | -- | ---- | ---- |
| 1.  | San Francisco  | 18 | 11 | 5  | 2  | 33 | 15 | 18   | 38   |
| 2.  | Árabe Unido    | 18 | 10 | 5  | 3  | 28 | 17 | 11   | 35   |
| 3.  | Independiente  | 18 | 10 | 4  | 4  | 30 | 18 | 12   | 34   |
| 4.  | Tauro          | 18 | 8  | 4  | 6  | 24 | 18 | 6    | 28   |
| 5.  | Sporting SM    | 18 | 8  | 4  | 6  | 21 | 15 | 6    | 28   |
| 6.  | Universitario  | 18 | 7  | 4  | 7  | 22 | 22 | 0    | 25   |
| 7.  | Plaza Amador   | 18 | 6  | 6  | 6  | 16 | 12 | 4    | 24   |
| 8.  | Costa del Este | 18 | 6  | 5  | 7  | 20 | 18 | 2    | 23   |
| 9.  | Alianza        | 18 | 4  | 2  | 12 | 14 | 30 | -16  | 14   |
| 10. | Santa Gema     | 18 | 0  | 0  | 18 | 7  | 50 | -43  | 0    |

     Clasifica directamente a semifinales

     Clasifica a fase previa de semifinales

     Último lugar del torneo.

### Evolución de la clasificación
| San Francisco                           | 6  | 7  | 7  | 5  | 5  | 5   | 3   | 2   | 2   | 1  | 1  | 2  | 2  | 2  | 2  | 1  | 1  | 1  |
| Árabe Unido                             | 4  | 3  | 2  | 3  | 2  | 2   | 2   | 3   | 3   | 3  | 2  | 1  | 1  | 1  | 1  | 2  | 2  | 2  |
| Independiente                           | 5  | 4  | 3  | 2  | 3  | 4¹  | 5¹  | 4¹² | 4¹² | 4² | 5² | 5² | 5² | 5  | 4  | 3  | 3  | 3  |
| Tauro                                   | 7  | 8  | 6  | 4  | 4  | 3   | 4   | 5   | 5   | 5  | 4  | 4  | 3  | 4  | 3  | 5  | 5  | 4  |
| Sporting SM                             | 1  | 2  | 1  | 1  | 1  | 1   | 1   | 1²  | 1²  | 2² | 3² | 3² | 4² | 3  | 5  | 4  | 4  | 5  |
| Universitario                           | 2  | 1  | 4  | 6  | 6  | 6   | 6   | 6   | 6   | 6  | 8  | 8  | 8  | 6  | 6  | 8  | 8  | 6  |
| Plaza Amador                            | 3  | 5  | 8  | 8  | 8  | 7   | 7   | 7   | 7   | 7  | 6  | 6  | 6  | 7  | 7  | 6  | 6  | 7  |
| Costa del Este                          | 8  | 10 | 10 | 9  | 9  | 9   | 9   | 9   | 8   | 8  | 7  | 7  | 7  | 8  | 8  | 7  | 7  | 8  |
| Alianza                                 | 9  | 6  | 5  | 7  | 7  | 8   | 8   | 8   | 9   | 9  | 9  | 9  | 9  | 9  | 9  | 9  | 9  | 9  |
| Santa Gema                              | 10 | 9  | 9  | 10 | 10 | 10¹ | 10¹ | 10¹ | 10¹ | 10 | 10 | 10 | 10 | 10 | 10 | 10 | 10 | 10 |
| Última actualización:10 de mayo de 2019 |    |    |    |    |    |     |     |     |     |    |    |    |    |    |    |    |    |    |

- ¹ El partido Independiente vs Santa Gema de la jornada 6, fue pospuesto por compromisos internacionales del Independiente se jugó el 20 de marzo.

- ² El partido Sporting SM vs Independiente de la Jornada 8 fue pospuesto por compromisos internacionales del Independiente se jugó el 3 de abril.

### Resumen de Resultados
| Local\Visitante | ALZ | DAU | CAI | CDE | CDU | PLA | SFC | STG | SPO | TAU |
| ALZ             |     | 0-1 | 0-2 | 1-0 | 0-3 | 0-3 | 0-1 | 3-1 | 0-1 | 1-0 |
| DAU             | 4-1 |     | 3-3 | 2-0 | 1-2 | 1-1 | 1-4 | 3-0 | 1-0 | 1-0 |
| CAI             | 2-0 | 0-2 |     | 0-0 | 0-0 | 2-1 | 2-2 | 2-0 | 2-1 | 4-3 |
| CDE             | 3-0 | 0-1 | 1-2 |     | 0-2 | 0-0 | 1-1 | 3-0 | 1-0 | 1-0 |
| CDU             | 3-0 | 1-2 | 1-4 | 0-4 |     | 0-1 | 1-2 | 3-0 | 2-1 | 0-0 |
| PLA             | 1-1 | 2-1 | 1-0 | 0-0 | 0-0 |     | 0-1 | 3-0 | 0-1 | 0-1 |
| SFC             | 2-2 | 1-1 | 0-1 | 3-0 | 0-0 | 2-1 |     | 3-0 | 2-1 | 2-0 |
| STG             | 0-4 | 2-3 | 0-3 | 0-3 | 2-4 | 1-0 | 1-3 |     | 0-1 | 1-2 |
| SPO             | 1-1 | 0-0 | 1-0 | 5-2 | 1-0 | 0-0 | 2-1 | 3-0 |     | 1-1 |
| TAU             | 0-1 | 0-0 | 2-1 | 1-1 | 4-0 | 2-1 | 1-3 | 3-0 | 2-1 |     |